# Émile Durkheim
David Émile Durkheim (Épinal, 15. travnja 1858. – Pariz, 15. studenog 1917.), bio je francuski sociolog.
Rođen je u obitelji pobožnih francuskih Židova. Njegov otac, djed i pradjed us bili rabini.
Emil Durkheim je svakako najznačajnija osoba francuske sociologije u XIX. i XX. stoljeću i čija se sociologija, za razliku od drugih socioloških teorija zove sociologizam. Sociologizam kao sociološka teorija uzima za svoj predmet pozitivističku metodologiju (na tragu Comteovog pozitivizma) i stav kojim je društvo u kauzalnom odnosu prema pojedincima, pojedinačnim društvenim pojavama i kulturi uopće. Pojam pojedinac, čovjek, individuum, ne uvjetuje društvenu pojavnost, zbivanje, niti je u bilo kojem odnosu prema društvu, već obrnuto, društveno zbivanje oblikuje pojedinaca, čovjeka i njegove vrijednosti, pritom usmjeravajući i njegovo djelovanje.  
Svojim djelima: O podjeli društvenog rada, Samoubojstvo  i Osnovni oblici vjerskog života, dao je jedan izraziti, originalni pečat francuskoj sociološkoj misli.      
Ono što nosi jednu osobitu vrijednost Durkheima, odnosi se na njegove društvene činjenice. Durkheim u svojem metodološkom pristupu društvenim činjenicama smatra stvari, odnosno kako su ove u biti društvene pojave i to objektivne naravi, pa analogno tome postoje i razvijaju se izvan čovjekove svijesti i neovisno od nje. Dakle, društvene činjenice su stvari, odnosno stvari su društvena datost i kao takve (stvari) su svojim osobitostima neovisne od čovjekovog promatranja, mogu se spoznati a posteriori, tj. na temelju iskustva, postoje neovisno od ljudske volje, a spoznati se mogu izvanjskim promatranjem  (nikako ne introspekcijom, samoopažanjem). Iz izloženog može se zaključiti kako su činjenice ono što se iskustvom potvrđeno da postoji ili se događa. Njegov poznati moto: Smatraj društvene činjenice stvarima ima svoje utemeljenje u spoznaji kako su vjerovanja, običaji i društvene institucije (činjenice društvenog svijeta) stvari isto kao i predmeti i događaji u prirodnom svijetu. Time se ne misli kako se društvene činjenice sastoje samo od stvari koje je moguće izravno opažati ili mjeriti.
Na temelju njegove razdiobe društvenih činjenica (tri grupe), nastala su i njegova kapitalna sociološka djela:
- O podjeli društvenog rada
- Samoubojstva
- Osnovni oblici vjerskog života

Tri su grupe društvenih činjenica:
- Zbirka pravnih pravila i zakona
- Masovne društvene pojave, koje koristi i socijalna statistika
- Religiozne dogme

Raspravu o društvenim činjenicama treba proširiti na sama obilježja tj. karakteristike ovih. Tako društvena činjenica ima dvije bitne oznake:
- one su čovjeku date izvana i nisu identične s njegovim mišljenjem, njegovom idejom o toj činjenici
- imaju svojstvo je koercitivnog, (odnosi se na prisilu, prinudu), prisiljavajućeg utjecaja na čovjeka, a radi usmjeravanja njegovog ponašanja.

Pokušamo li pojasniti ove dvije bitne oznake, treba poći od stajališta kako čovjek osjeća društvene činjenice kao datu realnost, neovisnu od njega samog, koje nije on stvorio ili neki drugi pojedinac. Dakle, one su realna datost, one su dio objektivne, postojeće društvene sredine. Što se tiče koercitivne funkcije društvenih činjenica, ove se pojedincima ne nameću i ne utiču na njihova htijenja i analogno tome na njihova ponašanja.
Čini se važnim naglasiti, Durkheim smatra kako se društvena činjenica da objasniti samo pomoću druge društvene činjenice.
Durkheim društvene činjenice dijeli na dvije vrste:
- Normalne društvene činjenice, koje su prisutne u datoj društvenoj sredini
- Patološke, koje nemaju prethodno obilježje prisutnosti

No, Durkheim u svom sociologizmu nije operirao samo pojmom društvenih činjenica. On ima velike zasluge za istraživanje društva i društvenog ponašanja. Tako Durkheim drži kako društvo nije neki puki zbroj pojedinaca (jedinki), već ono predstavlja jednu osobitu stvarnost sa svojim specifičnim obilježjima. On će ustvrditi kako se ne može ništa kolektivno stvarati ako nisu date pojedinačne svijesti, jer tek spajanjem, tj. udruživanjem pojedinačnih svijesti (na točno određen način), proizlazi, rađa se društveni život. Rađaju se društvene pojave i društveni procesi, koji će rezultirati društvena događanja.
Onaj središnji pojam grupe sada susrećemo i kod Durkheima, koji o grupi sudi kako ona misli i djeluje drugačije nego što misli ili djeluje pojedinac kada je izdvojen iz grupe. Zato udruživanje ljudi u društvene tvorevine rađa jednu osobitu, novu realnost koja će utjecati na mišljenje i ukupno ponašanje pojedinaca, pritom ih mijenjajući.
Naredno područje Durkheimove sociologije nas upućuje na podjelu društvenog rada, koja je tijekom društvenog razvoja imala značajnu ovisnost s razvijenosti društva samog. Jer, ni društveni razvoj, ni podjela rada u primitivnim društvima nisu imali onaj domet kao što imaju u civilizacijskim društvima. Durkheim razvoj društva tipologizira na:
- Predindustrijska (primitivna) društva
- Industrijska (civilizirana) društva

Prije svega, razlike su u njihovom moralnom ponašanju, ali i stupnju društvene solidarnosti. Osim toga u predindustrijskim društvima pravne norme nose oznaku represivnosti, dok u industrijskom društvu one su restitutivne (misli se na uspostavu narušenih prava), odnosno povratne naravi. Osim toga glede podjele društvenog rada, a na tragu pitanja solidarnosti, Durkheim će ustvrditi kako je za predindustrijsko društvo karakteristična mehanička solidarnost čije su temeljne karakteristike slaba (niska) podjela rada, društvena solidarnost se temelji na sličnosti pojedinih članova društva, članovi društva dijele jednaka uvjerenja i vrijednosti, te uloge, pravne norme su represivne naravi, moralna i pravna odgovornost su kolektivnog karaktera, dok je socijalni položaj čovjeka determiniran rođenjem.
Nasuprot primitivnim, predindustrijskim društvima, u civiliziranim industrijskim društvima Durkheim nalazi razvijenije društvo koje ima organsku solidarnost, u kojima je razvijena podjela rada, gdje se pojedinci razlikuju po socijalnom statusu, karakteru, po ulogama, funkcijama. U industrijskom društvu susrećemo funkcionalni sklop, jedinstvo funkcija koje kroz taj sustav osiguravaju društvenu opstojnost. Iz specijaliziranih uloga koja potiče moralnu regulativu razmjene i suradnje dolazimo do organske solidarnosti. Naime specijalizirana proizvodnja inicira potrebitost sklapanja zakonskog sporazuma koji je utemeljen na ugovoru o razmjeni roba i usluga. Ugovor je akt kojim se potiče moralna svrha solidarnosti utemeljena na moralnim pojmovima pravednosti, razumnosti, poštenja i zakonitosti.
Durkheim je zagovornik kapitalističkog liberalizma, koji može biti razlogom nagloj ekspanziji industrijskog društva. Ekspanzija rezultira pretjeranu specijaliziranost u podjeli rada, što je očigledna opasanost za društvenu solidarnost, čime dolazi do anomije. Anomija (odsutnost normi) se pojavljuje u industrijskom društvu kada je oslabila društvena kontrola, a moralne norme nisu dovoljno jake za obuzdavanje prekršitelja ponašanja. Tada dolazi do štrajkova, samoubojstava, rastave brakova i drugih negativnih trendova. Dakle, dinamične društvene pojave uvjetuju frustriranost, rezigniranost i nezadovoljstvo uopće. Nameće se potreba za novim moralnim konsenzusom na temu što možemo očekivati od našeg života.
U Pravilima sociološke metode, Durkheim nas uvodi u područje devijantnosti iskazujući kako je zločin normalna pojava i k tome neizbježan, kako zločin susrećemo u svim dosadašnjim društvima i kako je najprisutniji u razvijenim državama. 
Durkheim drži kako svi ljudi nisu jednako odani zajedničkim moralnim normama i društvenim vrijednostima. Svatko od nas je izložen različitim socijalnim utjecajima i naprosto nije moguće postići potpunu socijalnu jednakost. Durkheim gotovo utopistički prilazi ideji društva svetaca, sastavljenog od savršenih pojedinaca, u kojem ne bi bilo ni zločina, ni razbojstava, u kojem bi se skrbilo da ne dolazi do društvenog prijestupa.
Područje od iznimnog interesa, jesu samoubojstva. Ovdje se nameće i jedno generalno pitanje koliko je samoubojstvo sociološki problem. Durkheim je pojavnost samoubojstva istraživao temeljem statističkih podataka u nizu zemalja hoteći doći do nekih zajedničkih konstanti u nekom vremenskom periodu. Tako će on ustvrditi kako samoubojstva u biti nemaju nikakve veze s geografskim položajem, političkim činima, genetskim predodređenjem itd.  Osim toga on će ustvrditi kako Židovi imaju najmanju stopu samoubojstva, protestanti značajnu, a ateisti najveću. I dalje, najčešći je kod samaca, manje kod oženjenih, rjeđi u brakovima s djecom, a najrjeđi u obiteljima s puno djece.
Poznata je njegova teza : Samoubojstvo se mijenja obrnuto razmjerno stupnju integriranosti društvenih grupa kojima pripada pojedinac.
Svoju tipologiju samoubojstava, Durkheim će urediti ovako:
- 1. Egoistično samoubojstvo,  koje susrećemo onda kada je ljudima onemogućeno upravljati svojom sudbinom, kada ne postoje životni razlozi (zbog nedaća), kada su socijalne i moralne norme jednostavno upitne. Sredina ili nema osjećaj pomoći ili jednostavno ima distancu, a akter čina u svojoj odlučnosti drži kako je to jedini način (oduzimanje života), da okonča svoje patnje.

- 2. Altruističko samoubojstvo, koje dolazi u onim sredinama u kojem društvo drži pojedinca ovisnim od cjeline. Promotrimo li vojnika kojeg skupina maltretira ili u razredu kada ostali učenici vrše akt nasilja nad drugim, uvidjet ćemo kako iz očaja i nemoći, pojedinac podiže ruku na sebe.

- 3. Anomijsko samoubojstvo dolazi u krizama ili blagostanjima kada se narušava normativna struktura koja rezultira tjeskobom, rezignacijom, psihozom, pa ljudi naprosto ne vide razlog za daljnim življenjem.

- 4. Fatalističko samoubojstvo dolazi kada si čovjek nameće previše pravila i samoubojstvo vidi kao jedino moguće rješenje svojih problema. Durkheim je smatrao da se ovaj oblik samoubojstva manifestirao kod robova i mladih udatih žena bez djece, od kojih su društvene norme tog doba zahtijevale djecu.